# Robert Harmon
Robert Harmon (nascut el 1953) és un director de cinema i televisió estatunidenc. És més conegut per la pel·lícula de terror de 1986 Carretera a l'infern, protagonitzada per Rutger Hauer, així com altres pel·lícules com They i Sense escapatòria.
El seu treball televisiu es distingeix per la sèrie de pel·lícules fetes per a televisió que inclouen el cap de policia de ficció de Paradise (Mass.) Jesse Stone, que va començar el 2005 amb Stone Cold, protagonitzat per Tom Selleck, així com els biopics nominats a l'Emmy Ike: Countdown to D-Day (també protagonitzat per Selleck) i ' 'Gotti, protagonitzada per Armand Assante. Ha dirigit alguns capítols del programa de televisió Blue Bloods, que també protagonitza Tom Selleck.

## Premis i nominacions
Harmon ha estat nominat dues vegades per al Premi del Gremi de Directors d'Amèrica el 1997 i el 2004.

## Crèdits seleccionats
- China Lake (1983)
- Carretera a l'infern (1986)
- Eyes of an Angel (1991)
- Sense escapatòria (1993)
- Gotti (1996) (TV)
- The Crossing (2000) (TV)
- Level 9 (2000) sèrie de televisió
- They (2002)
- Highwaymen (2003)
- Ike: Countdown to D-Day (2004) (TV)
- Jesse Stone: Stone Cold (2005) (TV)
- Jesse Stone: Night Passage (2006) (TV)
- Destí paradís (2006) (TV)
- Canvi de rumb (2007) (TV)
- Jesse Stone: Thin Ice 2009) (TV)
- Jesse Stone: No Remorse (2010) (TV)
- November Christmas (2010) (TV)
- Blue Bloods (2011) sèrie de televisió
- Jesse Stone: Benefit of the Doubt (2012) (TV)
- Jesse Stone: Lost in Paradise (2015) (TV)